# Ren’ai (Nantou)
Ren’ai (chinesisch 仁愛鄉, Pinyin Rén'ài Xiāng) ist eine Landgemeinde (鄉,  Xiāng) im Landkreis Nantou in Zentraltaiwan.

## Beschreibung
Ren’ai ist mit einer Fläche von 1273 km² die zweitgrößte Gemeinde des Landkreises Nantou und die drittgrößte in Taiwan. Das Gemeindegebiet liegt vollständig im Bereich des Taiwanischen Zentralgebirges und ist durch Berge, die Höhen über 3000 Meter erreichen und schmal eingeschnittene Täler gekennzeichnet. Die Höhe variiert zwischen 400 Metern in der Flussebene des Beigang im Dorf Huzhu bis zum 3590 Meter hohen Hauptgipfel des Qilaishan (奇萊山, ) an der Grenze zum Landkreis Hualien. Im Allgemeinen nimmt die Höhe von Westen nach Osten zu. Es gibt mehr als 70 über 2000 Meter hohe Berggipfel. Zu den bekannteren zählen Hehuanshan (合歡山), Nenggaoshan (能高山), Zhuoshedashan (卓社大山), Guandaoshan (關刀山) und Shouchengdashan (守城大山).

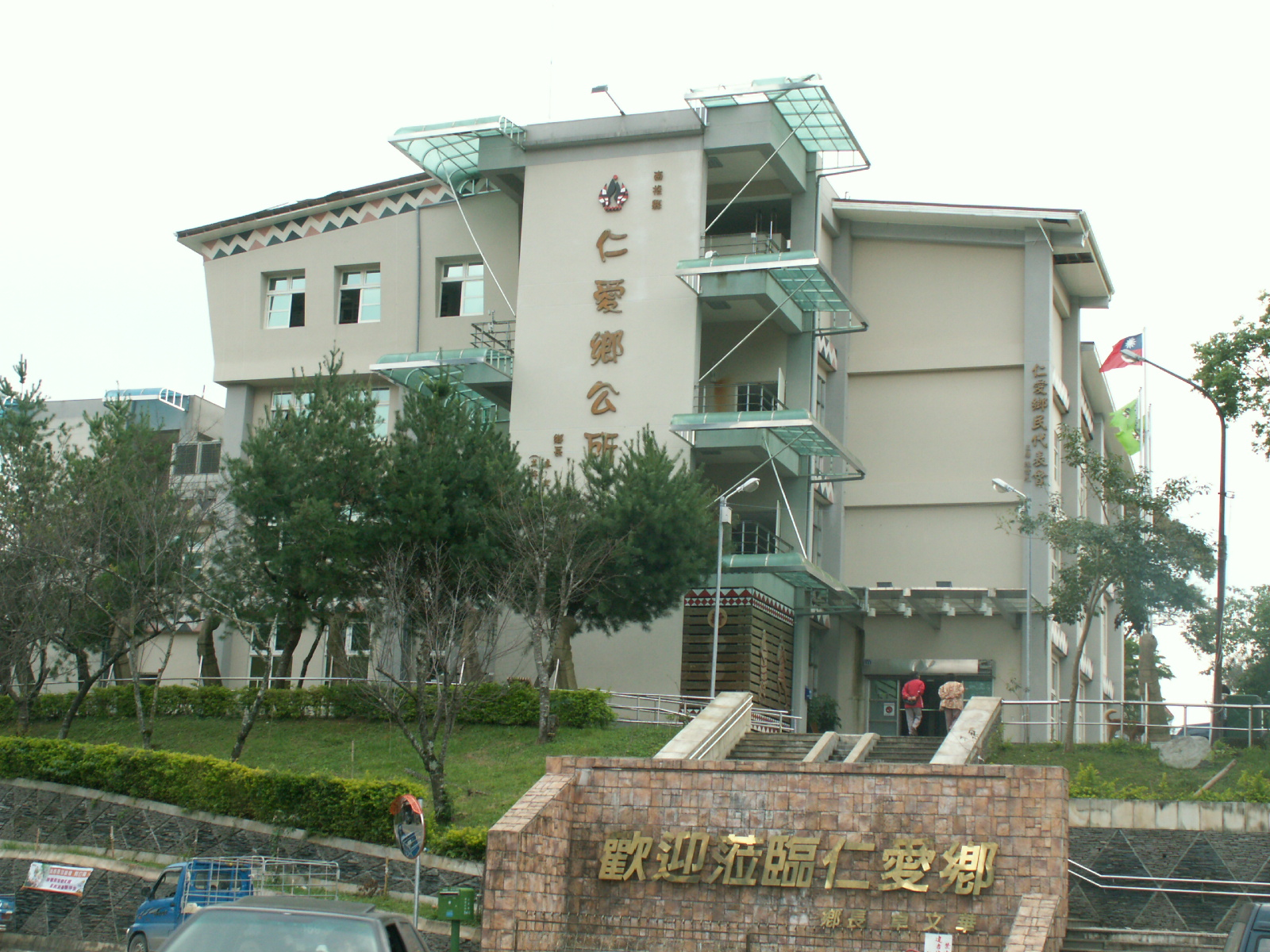
Rathaus von Ren’ai

Die Nachbargemeinden von Ren’ai sind Heping in Taichung im Norden, Xiulin und Wanrong im Landkreis Hualien im Osten, Xinyi im Süden, sowie Yuchi, Puli und Guoxing im Westen. Das Gemeindegebiet umfasst im Nordosten einen Teil (77 km²) des Taroko-Nationalparks sowie zwei kleinere Naturparks, das Nationale Walderholungsgebiet Aowanda (奧萬大國家森林遊樂區,  Àowàndà guójiā sēnlín yóulè qū) und das Nationale Walderholungsgebiet Hehuanshan (合歡山國家森林遊樂區,  Héhuānshān guójiā sēnlín yóulè qū).
In Ren’ai liegen die Quellflüsse des Zhuoshui, unter anderem der von Nordosten kommende Wushe (霧社溪,  Wùshè Xī) und der von Osten kommende Wanda (萬⼤溪,  Wàndà Xī). Der erstgenannte wird dabei durch den Wushe-Staudamm zum Wushe-Stausee aufgestaut. Im Norden Ren‘ais entspringt der Fluss Beigang (北港溪,  Běigǎng Xī), der in westliche Richtung in die Nachbargemeinde Guoxing fließt.
Das Klima Ren’ais ist subtropisch, jedoch durch die Höhenlage deutlich gemäßigt. Es bestehen deutliche Temperaturunterschiede zwischen Tag und Nacht. Die Jahresmitteltemperatur liegt bei 18 °C mit höchsten Temperaturen zwischen Juni und September und der mittlere Jahresniederschlag liegt bei 2100 mm. Die Auswirkungen der in Taiwan regelmäßig auftretenden Taifune werden durch die Hochgebirgslage abgemildert.

## Geschichte
Die ursprünglichen Bewohner der Gegend waren Angehörige der austronesischen Ureinwohner Taiwans. Während der Zeit der Zugehörigkeit Taiwans zum Kaiserreich China (1683 bis 1895) stand das unzugängliche Gebiet praktisch nicht unter Kontrolle der chinesischen Verwaltung und wurde auch nicht von Han-Chinesen besiedelt. Die administrative Durchdringung und Unterwerfung der Urbevölkerung fand erst während der Zeit der japanischen Kolonialherrschaft (1895–1945) statt. Ren’ai war während dieser Zeit auch das Zentrum der größten Aufstandsbewegung gegen die Japaner, des sogenannten Wushe-Zwischenfalls. Bei diesem Aufstand im Oktober bis Dezember 1930 erhoben sich die Sediq unter ihrem Anführer Mona Rudao gegen die Kolonialherren. Der Aufstand forderte auf beiden Seiten etwa tausend Todesopfer und die Kolonialverwaltung schlug ihn mit großer Härte nieder. Dabei machten die Japaner sich die Feindschaft zwischen verschiedenen Stämmen zunutze. Nach der Übertragung Taiwans an die Republik China im Jahr 1945 wurde Ren’ai als Landgemeinde im 1950 neu gegründeten Landkreis Nantou organisiert.

## Bevölkerung
Mit einer Bevölkerungsdichte von nur 11 Einwohnern pro km² gehört Ren’ai zu den am dünnsten besiedelten Gebieten Taiwans (durchschnittliche Bevölkerungsdichte auf Taiwan: > 600 E./km²). Die ethnische Zusammensetzung von Ren’ai ist komplex. Ende 2017 gehörten 12.666 Personen (knapp 80 %) den indigenen Völkern Taiwans an. Nach Angaben auf der Webseite der Gemeinde (allerdings undatiert) befanden sich darunter 2631 Bunun (hauptsächlich in den Dörfern Wanfeng, Fazhi, Zhongzheng),, 9751 Sediq (überwiegend in Hezuo, Jingying, Chunyang, Nanfeng, Huzhu). und 2613 Atayal (Dörfer Faxiang, Lixing, Cuihua, Xinsheng). Eine weitere ethnische Minderheitengruppe sind die Dai. Nach Ende des Chinesischen Bürgerkrieges waren Überreste der geschlagenene Kuomintang-Truppen nach Birma ausgewichen, von wo aus sie wiederholt Offensiven in die chinesische Provinz Yunnan starteten (Kuomintang in Birma). Es kam teilweise zu engen Verbindungen zwischen den örtlichen Bergvölkern und den Kuomintang-Soldaten und als die letzten Kuomintang-Soldaten nach Taiwan evakuiert wurden, zogen 1961 auch mehr als 200 Angehörige des Dai-Volkes mit ihnen mit. Dort erhielten sie 765 Hektar frisch gerodetes hügeliges Ackerland in der Gemeinde Ren’ai zu ihrer Verfügung, in einer landschaftlichen Umgebung, die an die alte Heimat erinnerte. Heute gibt es Bemühungen von offizieller Seite, ihre ursprüngliche Kultur zu erhalten bzw. wiederzubeleben.

## Verwaltungsgliederung
| Gliederung von Ren’ai |
|                       |

Ren’ai ist in 16 Dörfer (村,  Cūn) untergliedert:
1 Rongxing (榮興村)

2 Cuihua (翠華村)

3 Lixing (力行村)

4 Faxiang (發祥村)

5 Datong (大同村)

6 Hezuo (合作村)

7 Douda (都達村)

8 Jingying (精英村)

9 Chunyang (春陽村)

10 Qin’ai (親愛村)

11 Fazhi (法治村)

12 Zhongzheng (中正村)

13 Wanfeng (萬豐村)

14 Nanfeng (南豐村)

15 Xinsheng (新生村)

16 Huzhu (互助村)

## Verkehrsverbindungen
Durch Ren’ai führt eine größere Ost-West-Straßenverbindung. Von Puli im Westen aus kommend führt die Provinzstraße 14 in Richtung Osten und endet im Dorf Jingying. Nördlich des Wushe-Stausees zweigt von ihr die Provinzstraße 14A (14甲) ab, die in nordöstliche Richtung Hehuanshan nach Xiulin (Landkreis Hualien) führt.

## Sehenswürdigkeiten, Tourismus
Neben den bereits oben erwähnten National- und Naturparks, die viele Möglichkeiten des Naturtourismus bieten, gibt es eine Reihe anderer Sehenswürdigkeiten. Der Qingjing-Bauernhof (清境農場) im Dorf Datong wurde 1961 als Musterbauernhof im alpinen Stil eingerichtet. Der Gedächtnispark zum Wushe-Aufstand (霧社事件紀念公園) erinnert an den Widerstand gegen die japanischen Kolonisatoren. Die Lushan-Thermalquellen (廬山溫泉) im Dorf Jingying sind ebenfalls ein Touristenziel.

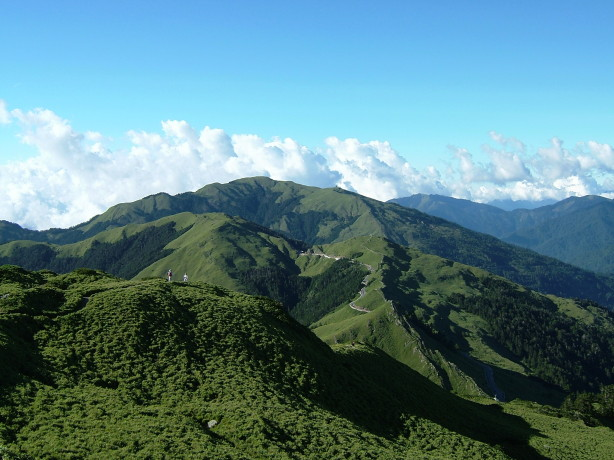
Blick auf den Hehuanshan
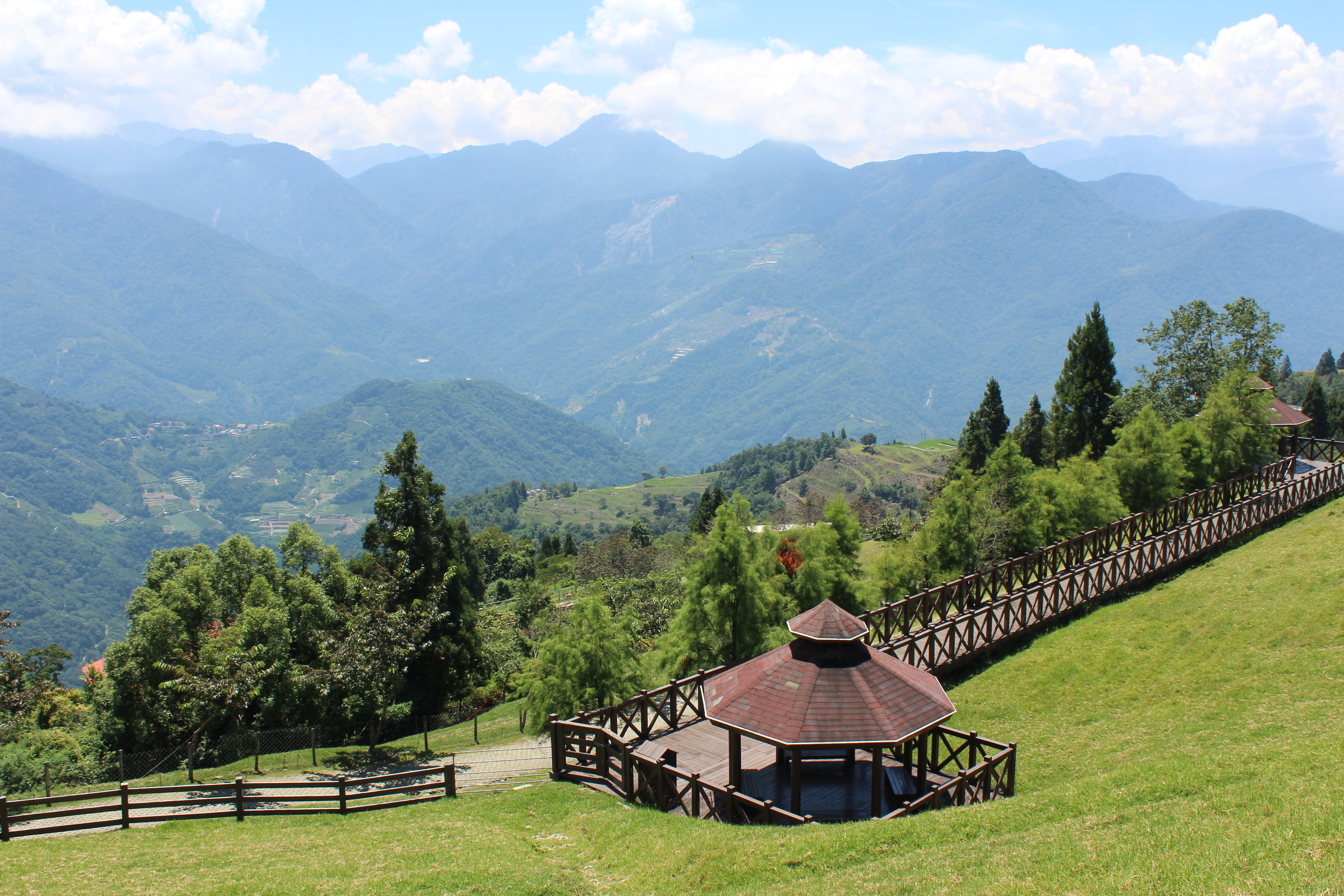
Aussicht auf das Umland vom Qingjing-Bauernhof
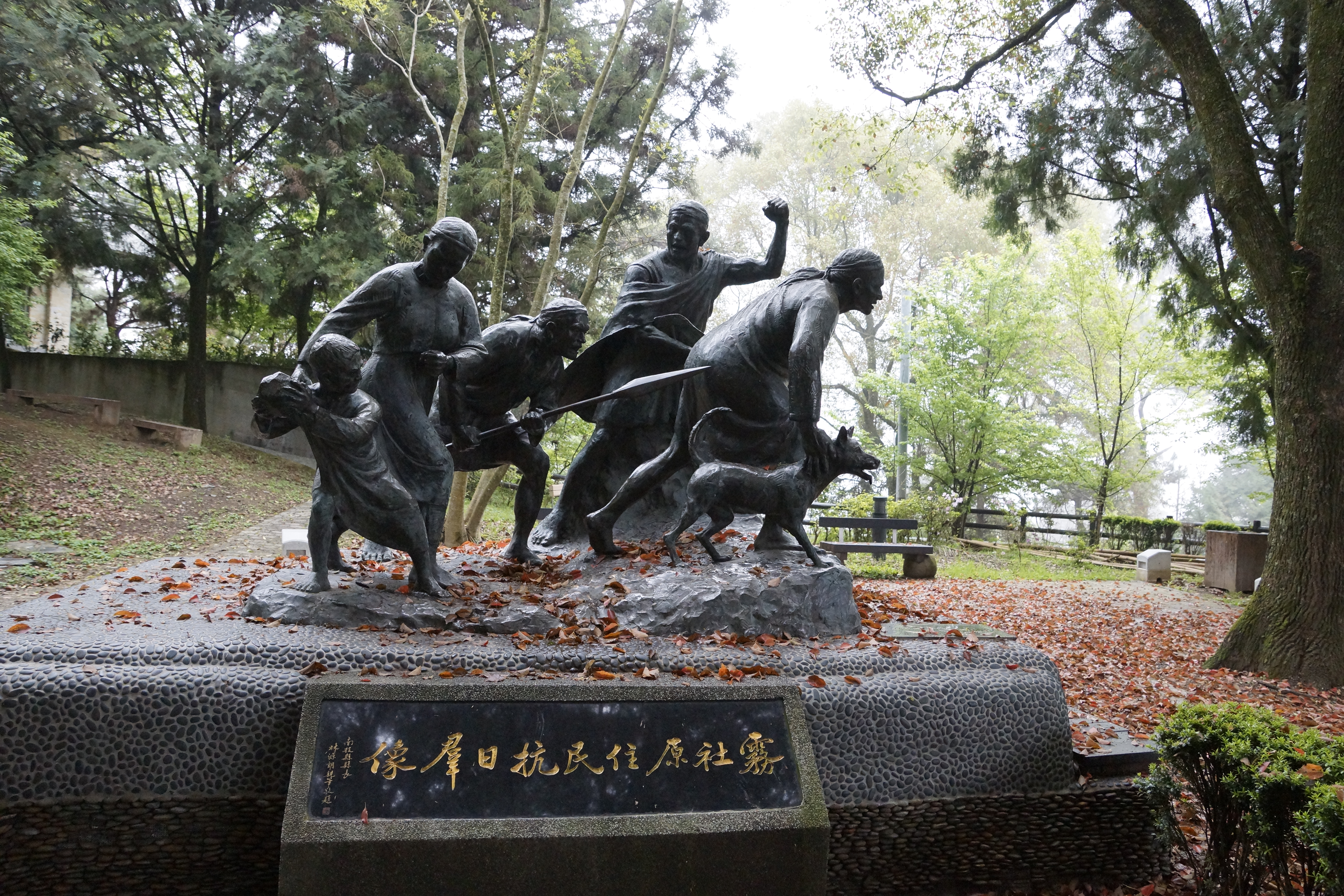
Denkmal zum Wushe-Aufstand

## Persönlichkeiten
- Kung Wen-chi (* 1957), Politiker
- Mona Rudao (1882–1930), Sediq-Häuptling